# Rō-Kyū-Bu!
Rō-Kyū-Bu! (jap. ロウきゅーぶ!, dt. „Basketballklub“) ist eine Light-Novel-Reihe des japanischen Schriftstellers Sagu Aoyama mit Illustrationen des Künstlers Tinkle. Die Romanreihe wurde auch in mehreren Manga-Reihen, Anime-Serien und Computerspielen adaptiert.

## Handlung
Die Serie handelt von dem Oberschüler Subaru Hasegawa, der zum Trainer der weiblichen Mittelschüler-Basketballmannschaft wird. Dabei muss er sich sowohl mit den Schülerinnen als auch dem Verdacht, ein Lolicon zu sein, auseinandersetzen.

## Veröffentlichung
Veröffentlicht wurde die Romanreihe von Februar 2009 bis Juli 2013 von ASCII Media Works unter dem Imprint Dengeki Bunko und umfasst insgesamt dreizehn Ausgaben:
- Bd. 01: ISBN 978-4-04-867520-8, 10. Februar 2009
- Bd. 02: ISBN 978-4-04-867842-1, 10. Juni 2009
- Bd. 03: ISBN 978-4-04-868076-9, 10. Oktober 2009
- Bd. 04: ISBN 978-4-04-868329-6, 10. Februar 2010
- Bd. 05: ISBN 978-4-04-868598-6, 10. Juni 2010
- Bd. 06: ISBN 978-4-04-868924-3, 10. Oktober 2010
- Bd. 07: ISBN 978-4-04-870273-7, 10. Februar 2011
- Bd. 08: ISBN 978-4-04-870592-9, 10. Juli 2011
- Bd. 09: ISBN 978-4-04-870963-7, 10. Oktober 2011
- Bd. 10: ISBN 978-4-04-886346-9, 10. Februar 2012
- Bd. 11: ISBN 978-4-04-886987-4, 10. Oktober 2012
- Bd. 12: ISBN 978-4-04-891411-6, 10. Februar 2013
- Bd. 13: ISBN 978-4-04-891795-7, 10. Juli 2013

Die Bände 6 und 10 enthalten dabei sechs von zehn Kurzgeschichten, die zuvor im Dengeki Bunko Magazine veröffentlicht wurden. Im Magazin Dengeki Moeō erschien vom 26. Oktober 2009 (Ausgabe 12/2009) bis 26. Oktober 2013 (Ausgabe 12/2013) der Fortsetzungsroman Visual Rō-Kyū-Bu! (びじゅあるロウきゅーぶ!, Bijuaru Rō-Kyū-Bu!).
Am 25. Januar 2013 erschien das Artbook Rō-Kyū-Bu! no Subete!! (ロウきゅーぶ! のすべて!!; ISBN 978-4-04-891135-1) mit Illustrationen aus der Light Novel, den Mangas, Anime und dem Spiel.

## Adaptionen

### Manga
Die erste gleichnamige Manga-Reihe wird von Yūki Takami gezeichnet und erscheint seit dem 30. August 2010 (Ausgabe 10/2010) in ASCII Media Works’ Manga-Magazin Dengeki G’s magazine. Bisher (Stand: Dezember 2013) wurden die Einzelkapitel auch in sechs Sammelbänden (Tankōbon) zusammengefasst.
Von Futaba Miwa stammt ein Yonkoma-Manga namens Rō-Kyū-Bu! Yonkoma (ロウきゅーぶ! よんこま), der seit dem 26. April 2011 (Ausgabe 6/2011) im Magazin Dengeki Moeō erscheint. Bisher (Stand: Dezember 2013) wurden zwei Sammelbände veröffentlicht.
Yūki Takami zeichnet seit dem 26. Oktober 2012 (Vol. 26) den Manga Rō-Kyū-Bu! Halftime (ロウきゅーぶ! は〜ふたいむ, Rō-Kyū-Bu! Hāfutaimu), der im Magazin Dengeki G’s Festival! Comic erscheint. Bisher wurden die Kapitel in einem Sammelband zusammengefasst.

### Anime
Die Studios project No.9 und Studio Blanc adaptierten die Romanreihe als 12-teilige Anime-Serie unter der Regie von Keizō Kusakawa und dem Character Design von Takayuki Noguchi. Die Serie wurde vom 1. Juli bis 23. September 2011 auf AT-X erstausgestrahlt und mit bis zu einer Woche Verzögerung auch auf TV Kanagawa, Chiba TV, Sun TV, KBS Kyōto, Tokyo MX, TV Saitama und TV Aichi. In Nordamerika wurde die Serie von Sentai Filmworks lizenziert.
Dem PSP-Spiel Rō-Kyū-Bu! Himitsu no Otoshimono vom 20. Juni 2013 war eine DVD (OVA) beigelegt, die eine 13. Folge des Anime enthielt.
Am 20. Oktober 2012 wurde bekannt gegeben, dass eine zweite Staffel des Animes mit dem Titel Rō-Kyū-Bu! SS produziert werden soll. Diese wurde von project No.9 allein produziert und Regisseur Kusakawa von Shinsuke Yanagi als Assistenzregisseur unterstützt. Die 12 Folgen liefen vom 5. Juli bis 27. September 2013 auf AT-X und dann auf Tokyo MX, Sun TV, KBS Kyōto und TV Aichi.

#### Synchronisation
| Rollen          | japanischer Synchronsprecher (Seiyū) |
| --------------- | ------------------------------------ |
| Subaru Hasegawa | Yūki Kaji                            |
| Tomoka Minato   | Kana Hanazawa                        |
| Airi Kashii     | Rina Hidaka                          |
| Saki Nagatsuka  | Yōko Hikasa                          |
| Hinata Hakamada | Yui Ogura                            |
| Maho Misawa     | Yuka Iguchi                          |

#### Musik
Der Soundtrack der Serie stammt von Takeshi Watanabe. Für die erste Staffel wurde als Vorspanntitel das Stück Shoot! verwendet und im Abspann Party Love – Okkiku Naritai (Party Love〜おっきくなりたい〜). Die entsprechende Single erschien am 17. August 2011 und erreichte Platz 10 der Oricon-Charts. Für die zweite Staffel wurde im Vorspann Get goal! genutzt wurde und im Abspann Rolling! Rolling!, wobei die Single am 10. Juli 2013 erschien und Platz 11 erreichte. Gesungen wurden die von den Sprecherinnen der weiblichen Protagonisten unter dem Gruppennamen Ro-Kyu-Bu. Der Text der Vorspanntitel stammt von Kotoko und die Komposition von Satoshi Yaginuma von der Band fripSide. Die Abspanntitel wurden wiederum von Haruko Momoi geschrieben und von Takeshi Watanabe komponiert.
Die Vor- und Abspanntitel wurden auch als Singles veröffentlicht. Daneben erschien für jede Staffel und jede der fünf Protagonistinnen eine Character CD, d. h. eine Single mit Liedern die von den Synchronsprecherinnen in ihrer Rolle gesungen wurden. Damit wurden damit zwischen dem 24. August 2011 und dem 14. August 2013 zehn weitere CDs veröffentlicht. Am 21. August 2013 folgte eine weitere Character CD für fünf andere Mädchen. Alle CDs konnten sich in den Charts platzieren. Am 21. August 2013 erschien zudem ein Best-of-Album namens „Rō-Kyū-Bu!“ Character Song Best „Score Book“ (「ロウきゅーぶ！」キャラクターソングベスト“スコアブック”).

### Computerspiele
Zur Romanreihe erscheinen zwei Sport-Adventure-Computerspiele: Rō-Kyū-Bu! vom 27. Oktober 2011 für die PlayStation Portable (PSP), Rō-Kyū-Bu! Himitsu no Otoshimono vom 20. Juni 2013. Letzterem war eine Anime-DVD beigelegt. Ein weiteres Adventure namens Rō-Kyū-Bu! Naisho no Shutter Chance ist für den 27. März 2014 für die PlayStation Vita angekündigt.